# Wiesław Szkolnicki
Wiesław Szkolnicki (ur. 23 lutego 1953) – polski lekkoatleta, skoczek o tyczce, medalista mistrzostw Polski, reprezentant kraju.

## Kariera sportowa
Był zawodnikiem Bałtyku Gdynia i Legii Warszawa.
W 1976 zdobył brązowy medal mistrzostw Polski seniorów na otwartym stadionie. W 1977 wywalczył brązowy medal halowych mistrzostw Polski seniorów. 
Reprezentował Polskę na halowych mistrzostwach Europy w 1976 zajmując 8. miejsce, z wynikiem 5,00. 
Rekord życiowy w skoku o tyczce: 5,35 (12.02.1977 - w hali).